# خارج الفرن
خارج الفرن (بالإنجليزية: Out of the Furnace)‏هو فيلم إثارة أمريكي صدر سنة 2013 من إخراج وكتابة سكوت كوبر، وانتاج ريدلي سكوت وليوناردو ديكابريو. الفيلم من بطولة كريستيان بيل، وودي هارلسون، كيسي أفليك، فورست ويتكر، ويليم دافو، زوي سالدانا وسام شيبارد.

## طاقم التمثيل
- كريستيان بيل بدور راسل بايز.
- وودي هارلسون بدور هارلون دي غروت.
- كيسي أفليك بدور رودني بايز الابن.
- فورست ويتكر بدور ويسلي بارنز.
- ويليم دافو بدور جون بيتي.
- توم باور بدور دان دوغان.
- زوي سالدانا بدور لينا تايلر.
- سام شيبارد بدور جيرالد بايز.

## القصة
راسل (كريستيان بيل)، وشقيقه رودني بيز (كيسي أفليك) يعيشان في الفقر ولطالما حلما بالهروب من تلك الحياة الفقيرة والسعي وراء حياة كريمة. ولكن سرعان ما يتحول كل ذلك لجحيم حيث ينتهي الأمر براسل في السجن، وعلى الجانب الأخر يسلك رودني منهج الجريمة ويتورط في العنف والمخدرات مما يعرض حياته للخطر ويكلفه كل شيء. يُفرج عن راسل وهنا تبدأ رحلته في تطبيق القانون بيده والأخذ بثأر من عصفوا بحياة أخيه.

## الاستقبال

### الاستقبال النقدي
كانت معظم المراجعات الخاصة بالفيلم إيجابية، حيث تحصل على تقييم 52% على موقع الطماطم الفاسدة بناء على 138 مراجعة. أما على موقع ميتاكريتيك فقد تحصل الفيلم على علامة 64 من 100.

### الميزانية والإيرادات
بلغت تكلفة إنتاج الفيلم حوالي 22 مليون دولار بينما حقق أرباحا تقدر بـ 11.1 مليون دولار.

## روابط خارجية
- خارج الفرن على موقع IMDb (الإنجليزية)
- خارج الفرن على موقع ميتاكريتيك (الإنجليزية)
- خارج الفرن على موقع الموسوعة البريطانية (الإنجليزية)
- خارج الفرن على موقع روتن توميتوز (الإنجليزية)
- خارج الفرن على موقع نتفليكس (الإنجليزية)
- خارج الفرن على موقع قاعدة بيانات الأفلام العربية
- خارج الفرن على موقع ألو سيني (الفرنسية)
- خارج الفرن على موقع أول موفي (الإنجليزية)
- خارج الفرن على موقع بوكس أوفيس موجو (الإنجليزية)
- خارج الفرن على موقع فيلمافينيتي (الإسبانية)